# Thomas Scheibel
Thomas Scheibel (* 16. April 1969 in Regensburg) ist deutscher Biochemiker und Universitätsprofessor für Biomaterialien an der Universität Bayreuth.

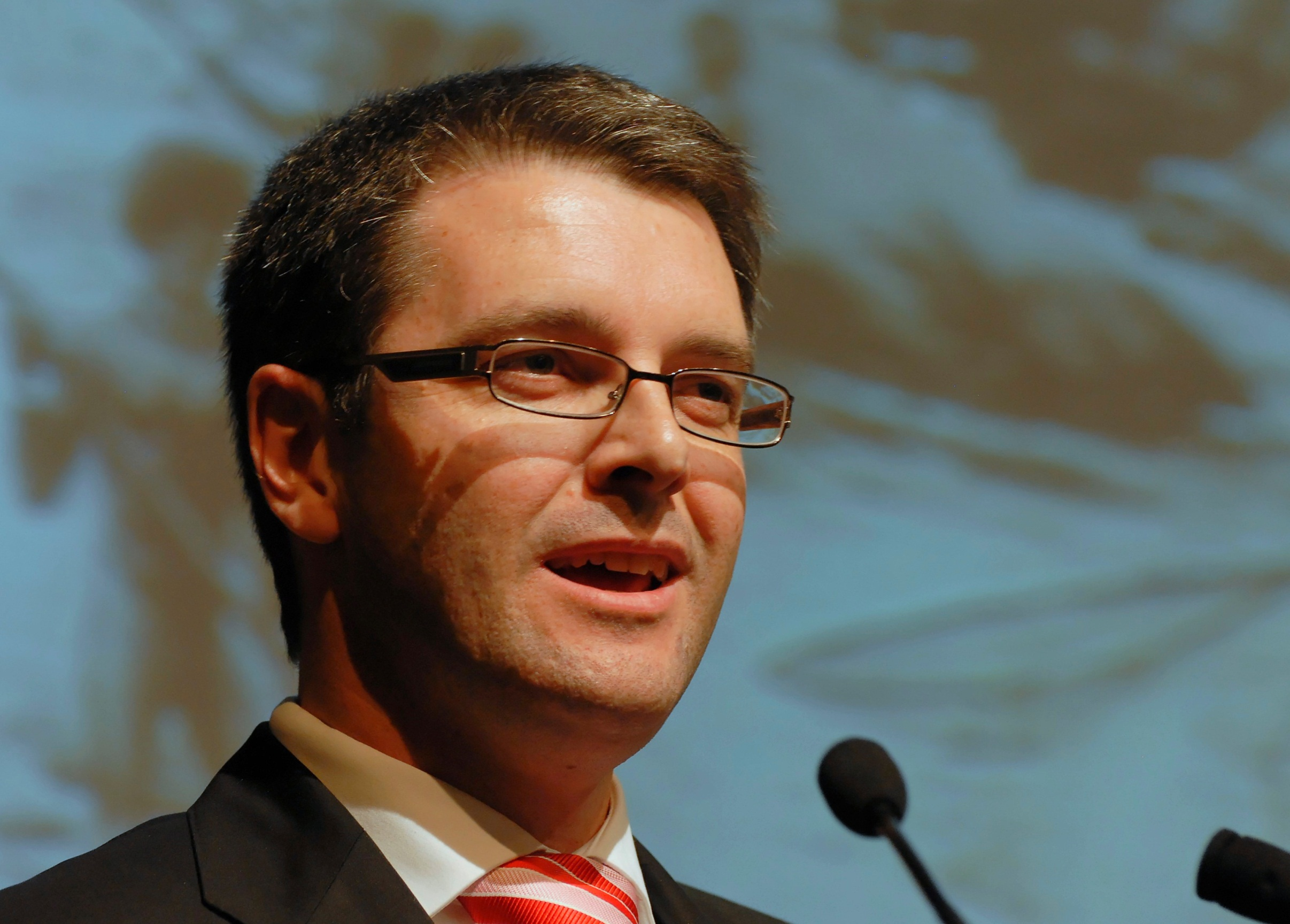
Thomas Scheibel

## Leben
Er hat an der Universität Regensburg Biologie und Biochemie studiert und dort seine Diplom- und Doktorarbeit am Institut für Biophysik und physikalische Biochemie unter Anleitung von J. Buchner durchgeführt. Als Postdoktorand verbrachte er drei Jahre an der University of Chicago bei Susan Lindquist in der Abteilung für Molekulargenetik und Zellbiologie. Anschließend war er von 2001 bis 2007 Arbeitsgruppenleiter am Lehrstuhl für Biotechnologie (Prof. Buchner) und beschäftigt sich seit dieser Zeit mit Herstellung, Charakterisierung und technischer Nutzung von Proteinmaterialien. Im November 2007 wurde er an die Universität Bayreuth berufen, um dort den neuen Lehrstuhl Biomaterialien an der Fakultät für Angewandte Naturwissenschaften aufzubauen und zu leiten.
Er ist seit Juli 2012 Editorial Board Member der Zeitschrift Scientific Reports (Nature Verlag), seit Oktober 2011 Mitarbeiter des DIN Normenausschusses "ISO-BIONIK", seit Februar 2011 Stellv. Beiratsvorsitzender der AMSilk GmbH, seit Dezember 2010 Editorial Board Member der Zeitschrift BioNanoScience (Springer Verlag), seit April 2009 Sprecher des Fachausschusses Bioinspirierte Materialien und Bionik der DGM, seit Oktober 2008 Mit-Gründer und Berater der AMSilk GmbH und seit Juni 2008 Beirat des Kompetenznetzes Biomimetik des Landes Baden-Württemberg.

## Forschungsschwerpunkte
Im Mittelpunkt der interdisziplinär ausgerichteten Forschungsaktivitäten von Thomas Scheibel steht die Charakterisierung von biogenen Materialien, insbesondere von Strukturproteinen. Die zugrunde liegenden Peptide bzw. Proteine werden biotechnologisch produziert, für technisch relevante Produktanforderungen modifiziert, und in zukunftsweisende technische und medizintechnische Anwendungsformen verarbeitet.
Natürliche Materialien weisen oft optimierte Eigenschaften auf, welche die von künstlich hergestellten Produkten weit übertreffen. Dies macht Proteine als Ideengeber für die Entwicklung von innovativen, bioinspirierten Materialien für den Einsatz z. B. in der Biomedizin oder (Nano-)Technologie sehr attraktiv. Ausgangspunkt der Forschung von Thomas Scheibel ist dabei das Verständnis der molekularen Wechselwirkungen und Assemblierungsmechanismen von faserförmigen Strukturproteinen der natürlichen Vorbilder Spinnenseide, Insektenseide (Florfliegen) oder Byssusfäden von Miesmuscheln. Von Interesse sind dabei insbesondere die Aspekte Selbstassemblierung, mechanisches Verhalten, Einfluss von Umweltfaktoren und Nachbehandlungsprozesse. Die Verarbeitungsmethoden der Proteine beinhalten Verfahren zur Herstellung von Fasern, Vliesen, Folien, Partikeln, Kapseln oder Hydrogelen.

## Preise und Auszeichnungen
- 2014: Mitglied der Deutschen Akademie der Technikwissenschaften (acatech)
- 2013: DECHEMA-Preis der Max-Buchner Forschungsstiftung
- 2008: Preis der Karl Heinz Beckurts-Stiftung
- 2007: Heinz-Maier-Leibnitz-Medaille[1]
- 2007: Sieger BMBF Ideenwettbewerb "Bionik - Innovation aus der Natur"[2]
- 2006: Innovationsanerkennungspreis des Bayerischen Ministerpräsidenten
- 2006: Science4Life Venture Cup[3]
- 2006: Sieger Bionikwettbewerb des BMBF[4]
- 2006: Sieger Development Stage des MBPW[5]
- 2005: Promega-Preis "Hauptsache Biologie"[6]
- 2004: Junior Scientist Award[7]

## Veröffentlichungen (Auswahl)
- T. Scheibel, R. Parthasarathy, G. Sawicki, X.-M. Lin, H. Jaeger, S. Lindquist: Conducting nanowires built by controlled self-assembly of amyloid fibers and selective metal deposition. In: Proc. Natl. Acad. Sci. USA. Band 100, 2003, S. 4527–4532.
- D. Huemmerich, C. W. Helsen, J. Oschmann, R. Rudolph, T. Scheibel: Primary structure elements of dragline silks and their contribution to protein solubility and assembly. In: Biochemistry. Band 43, 2004, S. 13604–13612.
- J. Hardy, L. Roemer, T. Scheibel: Polymeric materials based on silk proteins. In: Polymer. Band 49, 2008, S. 4309–4327.
- M. Heim, D. Keerl, T. Scheibel: Spider Silk: From Soluble Protein to Extraordinary Fibers. In: Angew. Chem. Int. Ed. Band 48, 2009, S. 3584–3596.
- F. Hagn, L. Eisoldt, J. Hardy, C. Vendrely, M. Coles, T. Scheibel, H. Kessler: A highly conserved spider silk domain acts as a molecular switch that controls fibre assembly. In: Nature. Band 465, 2010, S. 239–242.
- L. Eisoldt, A. Smith, T. Scheibel: Spider silk: decoding the secrets of an ancient biopolymer material. In: Materials Today. Band 14, 2011, S. 80–86.
- Claudia Blüm, Alfons Nichtl, Thomas Scheibel: Spider silk capsules as protective reaction containers for enzymes. In: Advanced functional materials. Band 24, 2013, S. 763–768.
- Michael Suhre, Melanie Gertz, Clemens Steegborn, Thomas Scheibel: Structural and functional features of a collagen-binding matrix protein from the mussel byssus. In: Nature Communications. Band 5, 2014, Artikel 3392.
- Philip H. Zeplin, Nathalie C. Maksimovikj, Martin C. Jordan, Joachim Nickel, Gregor Lang, Axel H. Leimer, Lin Römer, Thomas Scheibel: Spider silk coatings as a bioshield to reduce periprosthetic fibrous capsule formation. In: Advanced functional materials. Band 24, 2014, S. 2658–2666.